# Cherax quadricarinatus
Cherax quadricarinatus es una especie de crustáceo decápodo del infraorden Astacidea. Este langostino vive en cursos de agua que sufren drásticas reducciones de caudal en determinadas temporadas, durante los cuales, los especímenes de esta especie quedan hacinados en pozas a la espera de las lluvias que vuelven a otorgar su caudal al río.
Su denominación comercial más difundida es la inglesa «red claw», que significa literalmente «pinza roja».

## Distribución
Es originaria del sur de Nueva Guinea y el norte de Australia, aunque actualmente su distribución es mucho más amplia debido a la introducción en multitud de países para ser usada comercialmente. Actualmente existen importantes poblaciones en algunas provincias y departamentos de Uruguay y Argentina (en Maldonado, Córdoba y Santa Fe).

## Descripción
Morfología típica de las langostas. Como otros crustáceos su cuerpo se encuentra dividido en dos partes principales: cefalotórax y cola. El cefalotórax tiene en su parte anterior o cabeza las antenas, anténulas, los ojos y las piezas bucales. El cefalotórax alberga en su parte inferior 5 pares de patas, de los cuales el primer par son dos quelas o pinzas grandes de función defensiva y ofensiva básicamente, mientras que el segundo y tercero son pequeñas pinzas que se utilizan para comer y buscar comida. Los dos últimos pares son patas normales que sirven de apoyo y para moverse. La cola o pleon está segmentada en diferentes partes, cada una con aletas móviles o pleópodos, terminando en punta con el telson. 

### Coloración
El color base del cuerpo es de azul claro a azul oscuro, dependiendo del animal y de su edad. Presenta además una fina punteadura blanco-amarillenta por todo el cuerpo. En las dos pinzas grandes los machos presentan dos manchas rojas que le otorgan su nombre común red claw. Además cada segmento del pleon presenta una pequeña marca que es igual en todos los segmentos y que con el tiempo adquiere un color rojizo. 

### Tamaño
Alcanzan unos 20 cm (desde la punta de la cabeza hasta el final de la cola, sin antenas y pinzas y más de 0,25 kg de peso, por lo que los ejemplares adultos han de tratarse con precaución..

### Dimorfismo sexual
Los machos presentan debajo de las pinzas grandes dos manchas carnosas de color rojo. Además los machos suelen tener estas pinzas más grandes y las hembras los pleópodos más largos